# Вулиця Федора Моргуна (Полтава)

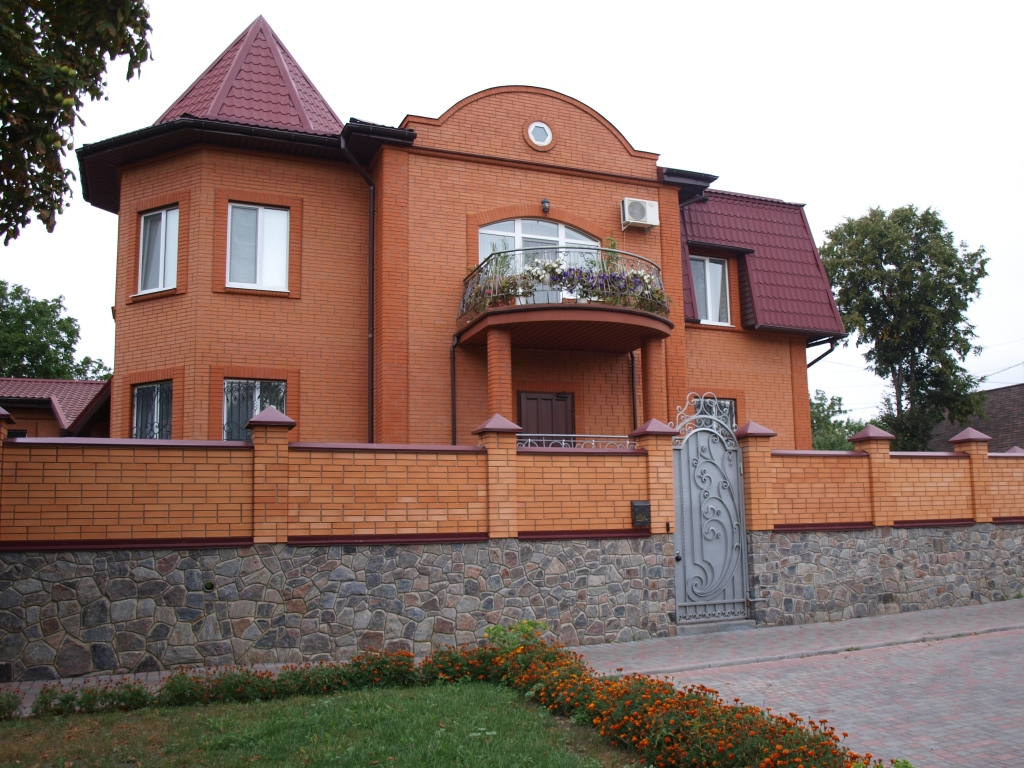

Ву́лиця Фе́дора Моргуна́ — стара назва (2001-2023) однієї із вулиць Полтави, знаходиться в історичній місцевості Колонія. Пролягає від вулиці Семена Антонця до Ботанічного провулку. До вулиці Федора Моргуна (Кірочної)  прилучається вулиця Сковороди. У кінці вулиці розташований Ботанічний сад Полтавського національного педагогічного університету імені В.Г.Короленка (вул. Кірхова 16), та резиденція, яку серед ботсаду в 1975 році звели для Федора Моргуна  (до 2023 р. - вул. Федора Моргуна №16-А; з меморіальною дошкою на його честь).
Вулицю Кірхову прокладено на початку XIX століття в межах території Німецької Колонії, де з 1832 по 1883 рік знаходилася дерев'яна  Петропавлівська кірха, від якої походить первісна назва — вулиця Кірочна (ще раніше - провулок Кірочний). У 1925 році вулицю названо на честь Надії Крупської (1869—1939) — радянської  комуністичної діячки, педагога, почесного члена АН СРСР (з 1931 року), дружини і соратниці Володимира Леніна. У 1999 році рішенням депутатів Полтавської міської ради вулицю перейменовано на честь Федора Моргуна (1924—2008) — комуністичного діяча, першого секретаря Полтавського обкому комуністичної  партії України, письменника, першого голови Держкомприроди СРСР, Героя Соціалістичної Праці.
У 2023 році вулиці було повернено первісну назву в редакції сучасною українською мовою - вулиця Кірхова (на виконання Законодавства України про декомунізацію та деімперіалізацію топонімії, та у зв'язку із незаконним перейменуванням у 1999 році -  називати геоніми в честь живих заборонено як законодавством України, так і колишнього СРСР ще в 1959 ).
Вулиця забудована індивідуальними житловими будинками різного часу.